# ワッパ騒動
ワッパ騒動（ワッパそうどう）は、1873年（明治6年）末から1880年（明治13年）末の7年間にわたって、今の山形県庄内地方のほとんど全ての村を巻き込み、1万数千人もの農民が参加して展開された「百姓一揆」から「自由民権運動」へと発展した大規模な民衆運動で、雑税を廃止させ・租税率を下げさせ庄内の近代化を促した事件である。

## 「ワッパ」騒動の名前の由来
明治新政府は1872年（明治5年）本年貢や雑税の石代納を許可したが、酒田県（第2次）は農民に米を納めさせ、御用商人が売却して政府に金を上納する仕組みを採っていた。当時、米の値段は高騰していたため、県では米取引を通じかなりの利潤を得ていた。取り上げられた年貢米と利潤の間にある差額分の過納金を取り戻せば、ワッパ（曲げわっぱ）で分配するほどの金が戻るはずだというところから、その呼称をされるようになったという説が現時点（平成23年）では有力とされる。

## ワッパ騒動の背景 - 当時の庄内の特殊性
明治維新後、庄内地方は最上川北方が酒田県(第1次)、南方が大泉県（旧荘内藩）と二分された。戊辰戦争以来農民の不満は募り、最上川北方では雑税廃止等を訴え「天狗騒動」が起こった。酒田県はこの天狗騒動の鎮圧に失敗し、結果、大泉県が川北を含んだ形で酒田県（第2次）への大規模な再編に結びついた。酒田県（第2次）の最大の特徴は次の通りである。戊辰戦争で敗れたにも拘わらず、西郷隆盛の口添えもあり県官は全て旧荘内藩士族で占められ、旧荘内藩家老松平親懐・同中老菅実秀の執行体制を作り上げた。そして旧荘内藩よりも広くなった酒田県政の実権を引き続き把握できた。当時の施政側の文章に依ると「恐悦々々、百万石より之愉快ニ御座候」と地位安寧を喜ぶ様が窺える。
この酒田県政においては、明治中央政府の諸改革の多くを無視、若しくは拒否し、以下の独自な政策をとろうとした。
1. 軍事力の保持温存をはかり武力で天狗騒動などを押さえた。
2. 士族集団の帰農策である後田山開墾に多くの農民を動員した。
3. 石代納（こくだいのう）の全面的許可（1872年8月）に対応してとった買請石代納制度（県と特権商人による米穀流通の独占）を図った。
4. 領主階級の地主への転身を狙い、領主的立場を強く打ち出した領有制解体のための地券調入費（1872年）が多額だった。

さらに、荘内藩・第2次酒田県には、天領や他藩には見られない、本年貢の外に入作与内米（いりさくよないまい）・種夫食利米（たねふじりまい）その他多くの雑税があり、合計すると収穫の7 - 8割にものぼる重い負担となっていたこともワッパ騒動の一つのきっかけとなっていった。
また、酒田県政に批判的な士族集団内部からも不満が現れた。酒田県が西郷隆盛の後押しもあり、強硬に推進した開墾事業に従事していた新徴組・新整組の一部士族が脱走し1873年（明治6年）3月に松平・菅（すげ）等の横暴、開墾の強制、藩兵の維持等を司法省に訴えた。さらに、5月に酒田県上層部に批判的な士族金井質直（かないただなお）・本多允釐（ほんだいんり）等が県官の『奸悪十ヶ条』を司法省に訴えた。

## ワッパ騒動の起こり
酒田県（第2次）の上記のような政策に、まず最初に上層農民が反対した。次いで村々の地主・農民・非特権商人の全面的な反対を呼び起こし、庄内の民衆達が施政側に真正面から抵抗する形になっていった。
1873年（明治6年）末に米価の高騰から農民が動きを始め、翌1874年1月最初に片貝村の上層農民で酒造業を営む鈴木弥右衛門が石代納嘆願書を提出した。この鈴木弥右衛門の行動に勇気づけられ、他の村々に石代納闘争が急速に広がり、淀川村の佐藤八郎兵衛、その他上清水、高坂、下山添など各村の農民が石代納を酒田県に願い出るに至った。しかし、酒田県（第2次）はこれを拒否し、村々の指導者7人を逮捕するとともに、みせしめのために年貢未納を理由に鈴木弥右衛門の居宅を取り壊した。なお居宅の取り壊しについて近隣の農民が執拗に抵抗したことが記録されている。この後、鈴木弥右衛門は大変な苦労の末東京にたどり着き、村々の代表と合流し内務省等へ嘆願したことが判明している。

## ワッパ騒動の拡がりと雑税廃止
政府の金納許可とその有利性を知った農民の要求は全庄内に広がった。1874年（明治7年）3月に、農民たちを指導していた士族本多允釐と前野仁助など農民惣代が上京し内務省に石代納嘆願書を提出したが、内務省は嘆願書を却下すると共に酒田県に実情の報告を指示した。さらに酒田県政に圧制があるのではないかとして、中央政府は7月に内務少丞松平正直を鶴岡に派遣し、取り調べを行った。逮捕者の釈放、明治7年からの石代納実施と雑税類の一部廃止、村費については村役人と話し合うよう裁定していった。しかし、農民達は中途半端なこの裁定にも不満をもち、金井質直らに相談しつつ、1872・1873年（明治5・6年）の過納米金返還や雑税の全面廃止を強く要求し、組村費や地租改正事業の費用取立、それらの支出にも不満をいだき、戸長や村役人の家に押しかけ帳簿の公開を激しく迫った。
また本多允釐など士族や酒田の商人森藤右衛門はじめ川北の豪農・豪商とが協議し、農民が株主となって米を売却納税する石代会社（こくだいがいしゃ）の設立が構想され、村々に加入を勧めていった。石代会社加入は、戸長・肝煎等の支配機構を否定する面でも雑税組村費全廃要求に通じるものであり、富農層だけでなく、中農層・貧農層・職人・日雇層までをも含む、全民衆的規模に発展していった。当寺川南の村数は310あったが、石代会社へ約定書を提出した村は現在判明しているだけでも約250余を数えている。（国立公文書館の資料より）
運動が広がると、酒田県はそれを士族を動員して弾圧を始め、9月11日本田允釐らを逮捕した。これを知った農民達は、逮捕者の釈放を求め酒田県庁に押しかけようと各地に蜂起したが、農村の指導者100余名を一斉に逮捕され、圧倒的な武力の前に鎮圧されてしまった。しかし、川南を中心とした1万数千人にのぼる9月の一斉蜂起闘争により、下敷米・蔵番給など雑税4項目の廃止と村費用の一時取り立て中止を勝ち取っている。

## ワッパ騒動の新たな展開・森藤右衛門の建白運動
逮捕を逃れた指導者・農民達は政府に出訴する方針をとり、金井質直はじめ農民24名が官憲の目を逃れて上京し、司法省に允釐等の釈放と酒田県政の問題を訴えたが、却下され逆に拘束され、酒田県に引き渡された。
森藤右衛門は単独で上京し、1874年（明治7年）10月・11月に左院に建白書を提出して酒田県の改革を訴えた。嘆願に終始しないで、建白・訴訟運動を展開したことにより、ワッパ騒動は新たな段階を迎えることになった。
政府は12月はじめ、三島通庸（みしまみちつね）を酒田県令に任命し、騒動の鎮圧、処理をさせるとともに酒田県政の確立をはかろうとした。1875年（明治8年）1月、森は15ヶ条の建白書を三島に提出したが、拒否されてしまう。酒田に出張中の内務省林茂平にも提出した。しかし、進展がみられないため、2月に森は5名の農民とともに上京し、酒田県を被告として司法省に訴えた。また、4月に元老院が設置されると、5月から6月にかけて、森は3回にわたり元老院に建白活動を行った。その建白書を郵便報知新聞が掲載し注目されたので、三島は大いにあわて大久保に対策を懇願している。森藤右衛門は東京で小野梓など自由民権家たちと交流し、新聞が大きな力を持つことを確認できた。
7月、元老院が森の建白について垂問を開始。この垂問に当たり森と同志の栗原進徳（金井質直の弟、本多允釐の兄）が校主となり、鶴岡に「法律学舎支校」という法律学校を創設し、当時の日本最先端のフランスの法律学者ボアソナードからの流れをくむ清水齋記（しみずさいき）を先生に迎えている。農民の指導者などワッパ騒動の関係者が内外の法律や思想について学習したことは注目すべき活動である。これらの活動とあいまって、10月に元老院権大書記官沼間守一（ぬまもりかず）が鶴岡に派遣されてきた。沼間は8年10月から1か月間、松平・菅をはじめ県官・戸長・村吏・特権商人等を森藤右衛門の建白に沿った形で、厳しく取り調べを行った。これをきっかけにして村役人不正追及運動が再発した。窮地に立った三島は、沼間の取調べは越権不法行為と元老院に抗議し三条や大久保に上申している。
明治政府は当時、大久保等を中心とする太政官側と後藤象二郎等を中心とする元老院側が対立しており、それがワッパ騒動・沼間の取り調べを巡って表面化している。1875年（明治8年）11月に入り元老院の権限が縮小されたが、報告書は正院・司法省に引き渡されていった。

## ワッパ騒動と児島惟謙裁判
1876年（明治9年）4月中旬、司法省は沼間の調査報告書について審判するため、児島惟謙（こじまこれかた）による司法省臨時出張裁判が鶴岡で開かれた。児島判事は1872年（明治5年）の年貢米、雑穀類の「石代納布告の隠ぺい」「鈴木弥右衛門の不当処分」「米相場価格の不正申告」等々の不正行為の件についても裁定し、松平親懐ら関係県官や特権商人ら11名を有罪刑にして帰京した。

## 判決が遅れた理由
1876年（明治9年）8月、児島惟謙は判決案を司法卿や右大臣らに上申しているが、判決は1878年（明治11年）6月まで延期された。それは、庄内とは因縁浅からぬ西郷隆盛などの行動が不穏になり、1877年2月西南戦争が起こり、庄内・東北の士族も呼応・挙兵することを警戒したための処置だった。
判決は1878年（明治11年）6月3日下された。種夫食利米をはじめ雑穀類過納金下戻しの4ヶ条は農民側勝訴で6万3652円余の下げ戻し、1872年（明治5年）、1873年（明治6年）の年貢過納金と後田山開墾入費下戻しは被告鶴岡県（前の酒田県）を勝訴とした。児島判決は、「原告・農民」と「被告・旧藩士族」の双方の主張を取り入れたもので、元老院の沼間調査より大きく後退し“絶対主義国家”を目指す明治政府の本質・方向を示した判決であった。
さらに1879年（明治12年）、酒田裁判所での組村費不正問題でも、村役人が1万5000円を農民に弁償する判決を得た。

## 判決の全国への影響・その後の動きなど
この判決は、部分的とはいえ当時数少ない農民側の勝訴としたもので、『大阪日報』など多くの新聞では、森藤右衛門らの長い闘いと世の中の民権運動の成果と高く評価し、全国的な反響を呼んだ。
ワッパ騒動は、旧藩勢力に多大な打撃を与え、地租改正でも旧税も12％大幅減租を獲得し、後の庄内農業発展の土台となった。ワッパ騒動の指導者達は、それぞれの農村で村長になったり、土地改良の旗頭になったりと指導的な役割を果たしたことが知られている。
| 地区名     | 減租率   | 参考                                                        |
| ---------- | -------- | ----------------------------------------------------------- |
| 上清水村   | 36.1％減 | 庄内全体 平均12.3％減 東北全体 平均3.5％増 全国 平均1.2％増 |
| 大淀川村   | 19.9％減 | 庄内全体 平均12.3％減 東北全体 平均3.5％増 全国 平均1.2％増 |
| 高坂赤坂村 | 33.9％減 | 庄内全体 平均12.3％減 東北全体 平均3.5％増 全国 平均1.2％増 |
| 青龍寺村   | 43.9％減 | 庄内全体 平均12.3％減 東北全体 平均3.5％増 全国 平均1.2％増 |
| 寿村       | 33.4％減 | 庄内全体 平均12.3％減 東北全体 平均3.5％増 全国 平均1.2％増 |
| 民田村     | 49.5％減 | 庄内全体 平均12.3％減 東北全体 平均3.5％増 全国 平均1.2％増 |
| 滝沢村     | 44.8％減 | 庄内全体 平均12.3％減 東北全体 平均3.5％増 全国 平均1.2％増 |
| 黒川村     | 12.8％減 | 庄内全体 平均12.3％減 東北全体 平均3.5％増 全国 平均1.2％増 |

2009年（平成21年）9月11日、『ワッパ騒動義民之碑』が建立・除幕が行われた。

## ワッパ騒動に立ち上がった主な人々
- 鈴木弥右衛門（片貝村）
  - 石代納要求運動の先駆者。1874年（明治7年）1月石代納を戸長に願い出る。その後、本多允釐に相談し、「石代上納嘆願書」を再三酒田県に提出するが、逆に懲戒のため、未納を理由に家財の差押えと家屋の取り壊し処分を受ける。捕縛を逃れ近隣の村々などに潜伏し、6月出国上京、司法省に嘆願した。
- 白幡五右衛門（上清水村）
  - 小商いの仕事柄、農民と改良派士族との「橋渡し役」として石代上納願運動に関わっていくが、やがて農民の指導者中の指導者として急速に成長する。剛気で弁が立ち山浜通・京田通の村々を廻って、石代会社に組織しながら、運動の輪を職人や漁民にも広げた。9月、上京嘆願のため出国したが新潟県岩船宿で逮捕される。子孫の手になる「白幡五右衛門一代記」が大切に保存されている。
- 前野仁助（上清水村）
  - 2月の指導者逮捕後も石代納願を考え、本多允釐・高山久左衛門らと共に2度上京。石代会社の結成に当たって白幡五右衛門・佐藤与吉らと共に西郷組や由良組・三瀬組の村々を組織し、田川組の帳簿公開要求にも出向いた。9月金井の帰県に当たって逮捕を避けるため。下山添八幡社に数百人を動員する陽動作戦を指導した。
- 佐藤八郎兵衛（大淀川村）
  - ワッパ騒動全期にわたる中心的リーダー。1874年（明治7年）1月頃から本多允釐らと接触。2月捕縛され7月に松平裁定により他の農民たちと共に釈放。石代会社の結成を受け、中川通・狩川通の村々を廻り、きわめて説得的な話で農民に感銘を与え村々を会社に組織していった。允釐の逮捕をみてその放免を上京嘆願するも12月警視庁に拘束。
- 佐藤七兵衛（平京田村）
  - 京田組の中心的指導者。石代会社結成にあたり改良派士族と共に京田組などの村々を廻り、自宅に他の村々からも百人ほど集め会社加入を勧めた。允釐の救出のための酒田襲撃と農民の大挙上京嘆願の方針を、渡会重吉とともに金井の消極的指導を押し切って決定した。自らは金井と共に上京嘆願した。
- 劔持寅蔵（椿出村）
  - 黒川組の中心的指導者。石代会社への加入を改良派士族と共にすすめる。雑税廃止・帳簿公開要求で組の村々の戸長・村肝煎等を大勢で激しく追及。違約の村にも押し掛ける。允釐逮捕後潜伏していたが、組中の依頼で上京訴願した。
- 富樫勘助（下山添村）
  - 商売上の出入りで改良派士族と接触。村の総代として石代上納願いを提出。捕縛後、親類預けから脱走、約1か月かけ乞食同様の姿で上京し司法省に訴え出る。
- 金井質直（1829 - 1879）
  - 旧藩時代の禄高400石、蝦夷地郡代。1873年（明治6年）酒田県官を批判し、司法省に訴える。改良派士族の中心者。農民の石代納嘆願を指導するなど活動するが、1876年（明治9年）に運動から離脱。
- 本多允釐（金井允釐）（1837 - 1886）
  - 質直の弟。初期のワッパ騒動を指導した旧荘内藩の改良派士族。石代会社結成・加入運動指導で9月11日逮捕。77年1月警視庁に奉職し闘争から離脱、その後検事に任官。
- 森藤右衛門（1842 - 1885）
  - 酒田三十六人衆唐仁屋（からにや）生れ、ワッパ騒動を建白、訴訟運動に発展させ、農民を勝利に導く。騒動後民権結社尽性社、庄内自由党を結成し、自由民権の指導者となり、荘内新報を発刊した。また酒田町戸長、県会議員として活躍する。

## ワッパ騒動を題材とした作品
- 鈴木実著『オイノコは夜明けにほえる』1972年8月(昭和47)童心社
- 佐藤治助著『ワッパ一揆ー東北農民の維新史』1975年（昭和50年）三省堂
- 佐藤治助著『自由民権の先駆者・森藤右衛門』2002年（平成14年）　良書センター鶴岡書店
- 山崎誠助作　琵琶歌『農の魂に生きし　富樫勘助』2009年
- 佐藤昌明著『庄内ワッパ事件』2015年（平成27年）歴史春秋社